# Valentina Lisitsa
Valentina Lisitsa (ucraniano, Валентина Лисиця; ruso, Валентина Лисица;  translit. Valentyna Lysytsya; (Kiev, Unión Soviética, 25 de marzo de 1970) es una pianista profesional rusa (de origen soviético) radicada, desde 2024, en Rusia. Su marido, Alexei Kuznetsoff también es pianista y compañero en los duetos de piano. Actualmente Lisitsa es una de las representantes de la compañía de pianos Bösendorfer.

## Vida personal y carrera profesional

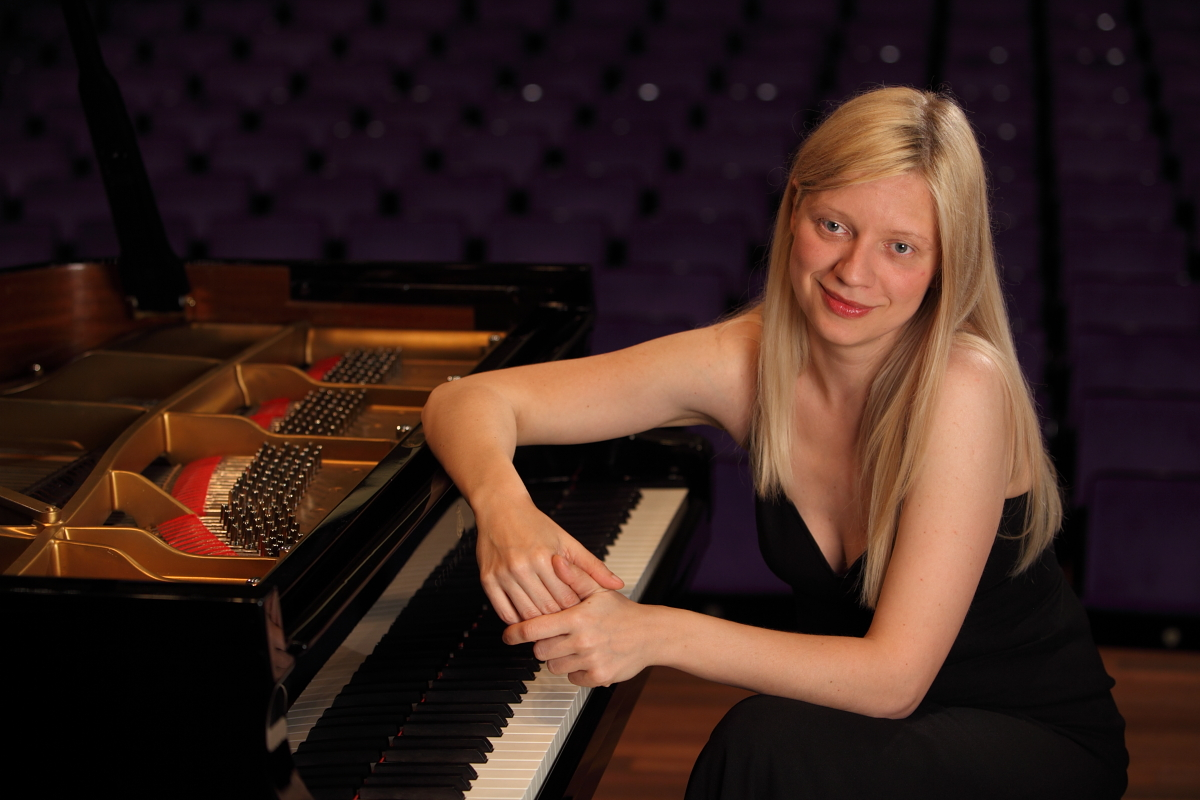
Lisitsa durante una entrevista en Leiden, Países Bajos

Lisitsa nació en Kiev, República Soviética de Ucrania (actualmente Ucrania), en el seno de una familia en la que no había músicos. Comenzó a tocar el piano a la edad de tres años, interpretando su primer recital tan solo un año después. A pesar de su disposición para la música, en un principio Lisitsa pretendía ser jugadora profesional de ajedrez. Cursó en la Escuela de Música de Lysenko, y más tarde, en el conservatorio de Kiev, donde conoció a quien más tarde iba a ser su marido, Alexei Kuznetsoff. Fue a raíz de conocer a Alexei cuando Lisitsa se dedicó de pleno a la música.
En 1991, ganó junto con Kuznetsoff el Murray Dranoff Two Piano Competition, considerado como el certamen más importante de duetos de piano. En ese mismo año, se afincó en Estados Unidos para consolidar su carrera como pianista. En 1992 la pareja se casó. Hizo su debut en Nueva York se dio en el Mostly Mozart Festival en el Lincoln Center en 1995.
Lisitsa a diferencia de otros pianistas virtuosos de su generación ha buscado su público fundamentalmente en las redes sociales a través de YouTube. En 2007 tuvo la idea de imitar a las estrellas de rock filmando vídeos para colocar en la Red y esperar que tuvieran aceptación. Y lo consiguió. Valentina tiene actualmente más de 230 millones de vistas en su canal, siendo la concertista clásica más vista en internet. Las interpretaciones de Lisitsa tienen más de 47 millones de reproducciones 
de la sonata ‘Claro de luna’ de Beethoven, 10 millones de la grabación del preludio en sol menor op.23 de Rajmáninov y 17 millones con la Rapsodia húngara N.º 2 de Liszt, muy por encima de los demás pianistas con vídeos en YouTube, como Lang Lang, Pollini, Yuja Wang o incluso pianistas clásicos del último siglo como Vladimir Horowitz, Martha Argerich o Claudio Arrau. Desde 2008 los vídeos de sus interpretaciones han tenido un gran seguimiento debido a la claridad de exposición de las obras, a su virtuosismo extraordinario y a una pureza estilística que la coloca a la altura de las mejores interpretaciones disponibles de las obras.

## Estilo interpretativo
Podría decirse que cuenta con un gran mecanismo interpretativo y un estilo melódico perfectamente adaptado a su repertorio. Ello hace que sus interpretaciones filmadas de sonatas como la Hammerklavier de Beethoven, puedan considerarse referencias interpretativas actuales de estas obras. Como es lógico sus filmaciones tienen un gran seguimiento entre los estudiantes avanzados de piano de todo el mundo.
Respecto a la técnica interpretativa la pianista considera que: 
“Los llamados problemas técnicos solo son una función psicológica. Algo que el cuerpo tiene la capacidad de hacer, algo como la habilidad para caminar”, según dijo a la revista Pianist. “Nunca les presto atención a estos inconvenientes porque siempre son problemas de interpretación y la solución está en resolver primero las inquietudes musicales”.
En una entrevista para Musical Toronto, indicó:
“No me gusta construir un repertorio cronológico o sencillo. Me gusta tener una evolución emocional. Yo no actúo para entretener al público, sino para hacerlo sufrir. No me gusta cuando las personas aplauden después de una pieza musical trágica”. “Para mí la música no es para entretener, por eso cuando llegué a Estados Unidos me sorprendió que la música clásica se incluyera en la sección de entretenimiento. Yo no quiero ser un entretenimiento”.

## Discografía parcial, ampliada (2025)
Hasta la fecha, Lisitsa ha grabado seis discos para Audiofon Records (dos de los cuales son duetos con Alexei Kuznetsoff), un disco de oro con CiscoMusic (con la violonchelista DeRosa), un dueto con la violinista Ida Haendel, DVD de Frédéric Chopin y sus 24 Études, Schubert-Liszt Schwanengesang, y su DVD más reciente, Black and Pink. El 3 de noviembre de 2014 DECA lanzó un álbum con los 24 Estudios Op. 10 y Op. 25 y los Tres nuevos estudios de Frédéric Chopin y los 12 Estudios sinfónicos Op. 13 de Robert Schumann.
- 1996 - Virtuosa Valentina!, Audiofon CD72055 Concierto Inedito
- 1997 - Virtuosa Valentina! Vol. II, Audiofon CD72070
- 2008 - Beethoven, Schumann, Thalberg, Liszt - Valentina Lisitsa (Hannover 3-4 Mayo) Naxos
- 2010 - Valentina Lisitsa, Plays Chopin, Valses y Nocturnos, Berceuse y Polonesas (CD+DVD)
- 2011 – Charles Ives, 4 Sonatas para violín y piano - Hahn/Lisitsa, Deutsche Grammophon
- 2011 – Permit Me Voyage, Transcriptions for Trumpet - Craig Morris/Valentina Lisitsa, Naxos Records
- 2012 – Rajmáninov, Conc. pf. n. 1, 4/Raps. sobre un tema de Paganini op. 43 - Lisitsa/Francis/LSO, Decca
- 2012 – Lisitsa, Live at the Royal Albert Hall - Londres, 19 de junio de 2012, CD/DVD, Decca
- 2013 - Valentina Lisitsa plays Liszt, Decca
- 2013 – Beethoven: Sonata No. 23 'Appassionata'; Schumann: Kinderszenen; Thalberg: Grand fantaisie sur des motifs; Liszt: Totentanz - Valentina Lisitsa, Naxos Records
- 2014 – Chopin/Schumann, Studios n. 1-24/Studios sinf. op. 13 - Lisitsa, Decca
- 2014 - Chasing Pianos, The Piano Music of Michael Nyman, Valentina Lisitsa, Decca
- 2015 – Valentina Lisitsa plays Philip Glass, Decca
- 2015 - Scriabin Nuances, Valentina Lisitsa, Decca
- 2016 – Love Story - Piano Themes From Cinema's Golden Age , Decca
- 2017 - 1908, Ravel y Rachmaninov, Valentina Lisitsa (QOR-Naïve)
- 2016 – Rajmáninov. The Piano Concertos, Decca
- 2019 - Tchaikovsky, Complete Works for Solo Piano (10CD) Decca
- 2020 - Mussorgsky, Cuadros de una Exposición, Valentina Lisitsa, QOR-Naïve
- 2022 - Chopin. Valentina Lisitsa, Naïve
- 2022 - Scriabin, Valentina Lisitsa, QOR-NAïve
- 2023 - Valentina Lisitsa plays J.S. Bach, QOR-NAïve